# Ralfs Sirmacis
Ralfs Sirmacis (29 mei 1994) is een Letse rallyrijder, die vooral veel actief is in het Europees kampioenschap rally met een Škoda Fabia R5. Zijn vaste bijrijder is Arturs Simins. In 2009 en 2010 reed hij één rally, vanaf 2011 reed hij er meerdere per seizoen. 

## 2015
In het jaar 2015 maakte Ralf op 21-jarige leeftijd kennis met Europees Kampioenschap Rally door te strijden in het juniorklassement. Hij startte met een Peugeot 208 Vti R2 van Sports Racing Technologies. Hij startte in de rally van zijn eigen land de Rally van Liepāja daar reed hij naar 10e plaats. Zijn tweede start was in Groot-Brittannië, in het Circuit of Ireland reed hij naar een 22e plaats. In Portugal kwam hij niet aan ten gevolge van een Accident. In de Rally van Ieper 2015 reed hij naar een 26e plaats. Daarna volgde in Estland een 10e plaats en nog in Tsjechië een 21e plaats. Uiteindelijk werd hij 2e in het Junior Klassement met 16 punten hij kwam er 6 te kort op Emil Bergkvist.

## 2016
Het jaar 2016 rijdt hij terug in het Europees Kampioenschap maar niet meer in de juniorklasse. Zijn seizoen startte met een Škoda Fabia R5 opnieuw van Sport Racing Technologies in de Rally van Griekenland 2016 waar hij meteen won. Achter Griekenland reed hij in Portugal waar hij niet aankwam door problemen met de besturing. Hij startte ook in de Rally van Estland 2016, die hij ook uiteindelijk won. Daarna startte hij in Tsjechië waar hij niet aankwam door een accident. De rally van zijn thuisland, Rally van Liepāja won hij ook dat jaar. Zijn seizoen in het ERC eindigde in Cyprus op een 3e plaats. Uiteindelijk eindigde Ralfs op een 3e plaats in het eindklassement met 143 punten, Kajetan Kajetanowicz werd voor de 2e maal op rij Europees Kampioen Rally met 181 punten.